# Mark Dodd
Mark Dodd, né le 14 septembre 1965 à Dallas dans l'État du Texas, est un joueur américain de soccer, qui évoluait au poste de gardien de but.

## Biographie

### Carrière en club
Après son cursus universitaire, il s'engage en 1989 avec les Sidekicks de Dallas qui évoluent en MISL. Il y joue deux ans. En 1990, il s'engage avec la naissante APSL, aux Foxes du Colorado.
En février 1996, le Burn de Dallas sélectionne Mark Dodd dans la sixième ronde (cinquante-troisième choix au total) de la draft inaugurale de la Major League Soccer. Il joue 31 matchs de saison régulière et trois de play-off. Il gagne le Trophée du gardien de l'année de MLS.
Lors de la saison 1999, Matt Jordan le remplace au but à la suite d'une blessure où il s'est déchiré des ligaments dans sa main droite. Il a subi une opération à la main en février 2000 et s'est retiré peu de temps après.
Au cours de sa carrière de joueur, Mark Dodd dispute notamment 92 matchs en MLS,.

### Carrière internationale
Mark Dodd compte 15 sélections avec l'équipe des États-Unis entre 1994 et 2001.
Il est convoqué pour la première fois en équipe des États-Unis par le sélectionneur national Lothar Osiander, pour un match amical contre la Guatemala le 13 janvier 1988. Le match se solde par une victoire 1-0 des Américains.
Il participe à la Coupe des confédérations 1992 en tant que gardien remplaçant de Tony Meola.
Il reçoit sa dernière sélection le 1er février 1997 contre la Chine, lors d'un match amical. La rencontre se solde par un match nul de 1-1.

## Palmarès

### En club
- Avec le Burn de Dallas
  - Vainqueur de la Coupe des États-Unis en 1997

### Distinctions personnelles
- MLS Best XI en 1996
- Trophée du gardien de l'année de MLS en 1996

## Statistiques
| Saison                | Club                  | Championnat           | Championnat | Championnat | Championnat | Coupe(s) nationale(s) | Coupe(s) nationale(s) | Coupe(s) nationale(s) | Compétition(s) continentale(s) | Compétition(s) continentale(s) | Compétition(s) continentale(s) | Compétition(s) continentale(s) | Séries | Séries | Séries | Total | Total | Total |
| Saison                | Club                  | Division              | M.          | B.          | P.d.        | M.                    | B.                    | P.d.                  | Comp.                          | M.                             | B.                             | P.d.                           | M.     | B.     | P.d.   | M.    | B.    | P.d.  |
| 1996                  | Dallas Burn           | MLS                   | 31          | 0           | 0           | 2                     | 0                     | 0                     | -                              | -                              | -                              | -                              | 3      | 0      | 0      | 36    | 0     | 0     |
| 1997                  | Dallas Burn           | MLS                   | 30          | 0           | 0           | 2                     | 0                     | 0                     | CCWC                           | 2                              | 0                              | 0                              | 4      | 0      | 0      | 38    | 0     | 0     |
| 1998                  | Dallas Burn           | MLS                   | 25          | 0           | 1           | 3                     | 0                     | 0                     | -                              | -                              | -                              | -                              | 2      | 0      | 0      | 30    | 0     | 1     |
| 1999                  | Dallas Burn           | MLS                   | 6           | 0           | 0           | -                     | -                     | -                     | -                              | -                              | -                              | -                              | 3      | 0      | 0      | 9     | 0     | 0     |
| Total sur la carrière | Total sur la carrière | Total sur la carrière | 92          | 0           | 1           | 7                     | 0                     | 0                     | -                              | 2                              | 0                              | 0                              | 12     | 0      | 0      | 113   | 0     | 1     |